# Цатурян, Армен Арамович
Арме́н Ара́мович Цатуря́н (англ. Armen Tsaturyan) — российский профессиональный бальный танцор армянского происхождения, специализирующийся на Латиноамериканской программе.

## Биография
Цатурян Армен родился 8 июля 1991 года в городе Ереван, Армения, в семье врачей. В 1992 году Армен переехал с семьей в Россию.  В возрасте 9 лет начал заниматься Спортивными Бальными Танцами в городе Ярославль в ТСК «Дуэт». В 2003 году Армен переехал в Москву, где продолжил свою танцевальную карьеру с Еленой Салиховой. В 2003 году Армен Цатурян и Елена Салихова успешно выступали на международных соревнованиях в Blackpool Dance Festival, Assen, Rimini. В 2004 году пара выиграла свой первый Чемпионат России в категории Юниоры-1. После трех лет совместной работы спортсмены продолжили свою танцевальную карьеру в разных составах.
В июне 2004 года Армен Цатурян выступал с Алиной Жаруллиной. В 2006 году спортсмены выиграли Чемпионат России и Чемпионат Мира. В 2007 году дуэт стал победителями престижного турнира Blackpool Dance Festival в категории Юниоры-2. 
Осенью 2007 года образовался новый дуэт: Армен Цатурян и Ольга Николаева. У этой пары получилось выиграть на Latvia Open, Finland Open, Goldstadpokal в категории молодежь.
В июне 2008 года следующий новый дуэт: Армен Цатурян и Кристина Беспечнова. В июле того же года танцоры стали победителями  турнира в городе Сан-Франциско, а также турнира в Калифорнии. На соревновании в Лондоне London Open они завоевали бронзовую медаль. В 2009 году пара выиграла Чемпионат России, Европы и Мира. В 2009 году спортсмены прекратили совместную танцевальную карьеру.
В 2010 году образовался дуэт: Армен Цатурян и Светлана Гудыно (англ. Svetlana Gudyno). Пара стала 6-ти кратными Чемпионами России, 4-х кратными Чемпионами Европы, 2-х кратными Чемпионами Мира, 15 раз выигрывали турниры серии WDSF.
- Заслуженный Мастер Спорта России (2016 год);
- Многократный обладатель ежегодной премии «Экзерсис»;
- Человек Года 2019 в номинации «Спортсмен Года».